# Ahmed Kashi
Ahmed Kashi, född 18 november 1988 i Aubervilliers, är en fransk-algerisk fotbollsspelare som spelar för Annecy.

## Klubbkarriär
I februari 2020 värvades Kashi av franska Championnat National 2-klubben Annecy.

## Landslagskarriär
Kashi debuterade för Algeriets landslag den 27 januari 2015 i en 2–0-vinst över Senegal, där han på övertid byttes in mot Riyad Mahrez.